# Воронин, Владимир Максимович
Владимир Максимович Воро́нин (род. 10 декабря 1942, село Новомихайловка, теперь Черниговского района Запорожской области) — украинский советский деятель, механизатор племптицесовхоза-репродуктора «Запорожский» Токмакского района Запорожской области, Герой Социалистического Труда. Депутат Верховного Совета УССР 11-го созыва.

## Биография
Образование среднее. Окончил Молочанське сельское производственное техническое училище Запорожской области.
С 1958 г. — рабочий, тракторист совхоза «Запорожский» Токмакского района Запорожской области.
Член КПСС с 1965 года.
С 1974 г. — тракторист-машинист, механизатор уборочно-транспортного отряда племптицесовхоза-репродуктора «Запорожский» Токмакского района Запорожской области.
Потом — на пенсии в городе Запорожье.

## Награды
- Герой Социалистического Труда (1974)
- два ордена Ленина
- орден Трудового Красного Знамени
- орден Октябрьской революции
- медали
- лауреат Государственной премии СССР (1977)